# گاسترکتومی آستینی

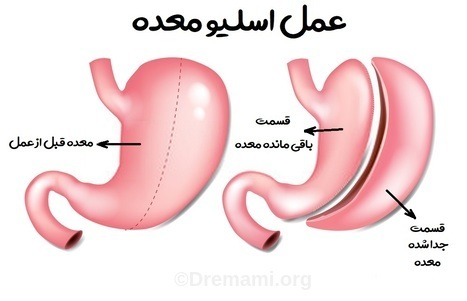
در اسلیو معده حدود 75 الی 80 درصد معده جدا می شود.

عمل اسلیو معده (به انگلیسی: sleeve gastrectomy) یکی از انواع روش‌های جراحی لاغری یا همان (درمان چاقی) محسوب می‌شود که در آن قسمت بزرگی از معده (حدود ۶۰ تا ۸۰ درصد؛ بسته به میزان معده اضافی بیمار) توسط عمل جراحی به روش لاپاراسکوپی خارج می‌گردد و قسمت باقی‌مانده همانند یک لوله است و حجم کمی دارد و چون شبیه آستین است به آن اسلیو گفته می‌شود (در انگلیسی به آستین پیراهن اسلیو =Sleeve گفته می‌شود)، در نتیجه کاهش حجم معده، سبب جلوگیری از پرخوری فرد شده و موجب کاهش وزن وی می‌گردد. البته با خروج قله معده هورمون گرلین نیز که مسئول اشتهایت از بدن فرد خارج شده و فرد معمولاً بیشتر احساس سیری خواهد نمود.

## تاریخچه اسلیو معده!
- اسلیو معده تاریخچه ای جالب و خواندنی دارد!
  - در دهه‌های ۱۹۸۰ و ۱۹۹۰ که جراحی‌های چاقی به روش باز انجام می‌شد برخی از جراحان چاقی تصمیم گرفتند عمل‌های چاقی پر خطر مثل دئودنال سویچ را در دو مرحله انجام دهند یعنی در یک مرحله عمل کوچک کردن معده (همان عمل جراحی اسلیو معده امروزی) را انجام دهند و مدتی بعد عمل جابجایی روده‌ها را انجام دهند تا ریسک عمل‌های بزرگ را کاهش دهند.
  - در کمال تعجب بسیاری از این بیماران چاق آنقدر وزن کم کردند که دیگر به مرحله دوم عمل یعنی جابجایی روده‌ها نیازی نداشتند؛ بنابراین همان مرحله اول یعنی آستینی کردن معده (به شکل موز درآوردن معده) یا همان اسلیو معده البته به روش باز به عنوان یک عمل مستقل و محبوب جایگاه ویژه ای در جراحی لاغری پیدا کرد.

## چه کسانی گزینه‌های انجام این عمل‌اند؟
- افرادی که دارای BMI (شاخص تودهٔ بدنی) بالا ۳۵هستند و مشکل اصلی آن‌ها حجیم خواری مکرر می‌باشد.[۲]
- افرادیکه BMI خیلی بالایی دارند (بین ۵۰ تا ۶۰) برای رسیدن به وزن مناسب ممکن است نیاز به عمل جراحی دو مرحله‌ای داشته باشند، پس از مرحلهٔ اول (عمل اسلیو معده) که موجب کاهش وزن قابل توجهی در این بیماران ایجاد شده و BMI آن‌ها به زیر ۵۰ رسیده و سپس مرحله دوم که بای‌پس معده ه است، انجام می‌پذیرد.
- افرادی که بیماری‌های زمینه‌ای نظیر آنمی، کرون و آسم شدید دارند یا بیمارانی که از داروهای ضد التهاب غیر استروئیدی استفاده می‌کنند به دلیل آنکه مستعد زخم‌های حاشیه آناستوموز (محل اتصال) هستند، بجای آنکه تحت عمل بای پس معده قرارگیرند، بهتر است تحت عمل اسلیو معده قرار گیرند.

- افرادی که عدد BMI (شاخص وزنی) آنها بین ۳۰ تا ۳۵ به همراه یک بیماری زمینه ای از جمله دیابت یا فشار خون هستند کاندید مناسبی برای این عمل هستند.

## شرح عمل
این عمل جراحی با انجام گاسترکتومی به‌طور عمودی از فاصله ۲–۳ سانتی‌متری دریچه پیلور شروع شده و تا زاویه هیس می‌رسد. در این روش جراحی که به طریق لاپاروسکوپی صورت می‌گیرد قسمت عمده سمت چپ معده بیمار برداشته می‌شود و معده به شکل لوله باریکی باقی می‌ماند. در این روش ۸۵ درصد معده به‌طور عمودی به کمک استاپلر‌های خطی یا آندواستاپلر  برداشته می‌شود. شاخه‌های عصب واگ که از انحنای کوچک وارد معده می‌شوند حفظ می‌گردد؛ بنابراین عملکرد دریچه پیلور و حرکات پریستالسیسم معده به قوت خود باقی می‌ماند و بدون آنکه آناستوموزی (اتصال) بین روده باریک و معده انجام شود و تنها با کاهش حجم معده که مسئول انباشته شدن غذا است اشتها کاهش می‌یابد. از این بخش از معده که برداشته می‌شود هورمونی به نام گرلین (Gherelin) ترشح می‌شود که مسئول ایجاد گرسنگی و اشتها است و در غیاب آن احساس سیری و بی اشتهایی برای فرد حاصل می‌شود. در این روش بیمار پس از ۶ ماه نصف اضافه وزن خود را از دست داده و ظرف ۲ سال به وزن نرمال می‌رسد.

## مزایای انجام عمل اسلیو معدهلاپاروسکوپی(LSG)
- در این عمل جراحی سندرم دامپینگ مانند آنچه که در انواع عمل بای پس معده قابل انتظار است رخ نخواهد داد، زیرا دریچه خروجی معده یا همان پیلور از تخلیه ناگهانی غذا به روده ها جلوگیری میکند.[۶]
- همچنین از مشکلاتی که در انواع قدیمی تر جراحی چاقی  مانند حلقه معده ایجاد می‌کرد دیگر خبری نیست؛ مانند سُر خوردن و رسوخ حلقه و انسداد معده که اینها در عمل باندینگ ممکن است ایجاد شود و نیز مراجعات مکرر پس از عمل نیز ضرورتی ندارد.
- مسیر عبور غذا کاملاً طبیعی بوده و غذا جذب کامل دارد،همچنین در کاهش وزن مؤثرتر از روش باندینگ است.
- عمل به روش لاپاراسکوبی انجام می‌شود که روشی ساده‌تر و زمان آن کوتاه است.
- در صورت عدم پاسخ مناسب به درمان، قابل تغییر به روش‌های دیگر نظیر بای پس و دئودنال سوئیچ است.

## معایب LSG
- احتمال کاهش وزن ناکافی
- احتمال نیاز به عمل دوم در افراد با BMI>۵۵
- خط استاپلر بلند و احتمال عوارض ناشی از آن (خونریزی لیک)
- غیرقابل برگشت

## کاهش وزن بعد از عمل اسلیو
با توجه به راهنمای انجمن جراحی متابولیک و چاقی آمریکا، می‌توان انتظار داشت بعد از عمل اسلیو، حدود 50% اضافه وزن شما طی 18 الی 24 ماه کاهش یابد. حتی برای برخی افراد، کاهش 60-70 درصدی اضافه وزن نیز گزارش شده است.
- بیماران بایستی از مصرف غذاها با حجم زیاد و نیز نوشابه‌های گازدار (به دلیل ایجاد ناگهانی حجم) خودداری کنند، در این صورت خصوصاً در روزهای اول پس از عمل منجر به ایجاد عارضه نشت معده و به‌طور دیررس منجر به دردهای معده و افزایش تدریجی حجم آن می‌شود و کاهش وزن را با کندی یا توقف مواجه می‌نماید.

## جستارها وابسته
- جراحی چاقی
- گاستریک باندینگ
- گاسترکتومی